# كراوسية
الكراوسية (بالإنجليزية: Krausism)‏ هي مذهب سمي على اسم الفيلسوف الألماني كارل كريستيان فريدريش كراوس (1781-1832) الذي يدعو إلى التسامح العقائدي والتحرر الأكاديمي من العقيدة.
سعى كراوس، أحد فلاسفة الهوية، إلى التوفيق بين أفكار إله واحد موحد (كما يُفهم من خلال الإيمان) مع الفهم الواحدي أو التجريبي للعالم. وفقًا لكراوس، فإن الألوهية، التي يعرفها الضمير حدسيًا، ليست شخصية (لأن الشخصية تنطوي على قيود)، ولكنها جوهر شامل، والذي يحتوي على الكون بداخله. الكونيات هذه ونظرية طبيعة الله، والمعروفة باسم وحدة الموجود، هي مزيج من التوحيد والواحدية. نظرية كراوس عن العالم والإنسانية هي شكل من أشكال المثالية الفلسفية.